# Дембинский, Станислав Костка
Станислав Костка Дембинский, герба Нечуя (20 декабря 1708, Косочице — 11 декабря 1781, Котлице) — государственный деятель Речи Посполитой, краковский воевода с 1779 по 11 декабря 1781, каштелян войницкий с 1764 г., виночерпий краковский в 1758—1764, староста вольбромский в 1752 году.
В 1733 году подписал выборы короля Станислава Лещиньского. В 1750 году был избран депутатом Сейма. Член Конфедерации Чарторыйского в 1764 году, депутат от Краковского воеводства в Сейме созыва 1764 г. В 1764 году подписал выборы короля Станислава Августа Понятовского. Депутат воеводства Краковского в Сейме во время коронации 1764 года. В 1764 году назначен сенатором-резидентом.
В 1779 году возглавил Комиссию доброго порядка в Кракове. В 1765 году награждён орденом Святого Станислава, в 1774 году стал кавалером ордена Белого орла.